# Ferdinand von Richthofen
Ferdinand Freiherr von Richthofen (Pokój, 5 de mayo de 1833 - Berlín,  6 de octubre de 1905), también conocido como el Barón von Richthofen, fue un geógrafo y geólogo alemán. Su nombre completo es Paul Wilhelm Ferdinand von Richthofen.
Richthofen nació en Carlsruhe in Oberschlesien (Silesia, actualmente en Polonia) y estudió en Berlín. En el curso de su carrera llegó a ser uno de los geógrafos más importantes de aquellos tiempos, aunque es más conocido porque se pensó durante mucho tiempo que había acuñado en 1877 el término “Ruta de la seda” para designar las vías de comercio entre Asia y Europa durante varios siglos. Un estudio reciente descubrió que el término se podía encontrar en textos anteriores.

## Viajes
Entre los años 1856 y 1859 hace investigaciones sobre la geología de Tirol y luego de Transilvania. En 1860 participa en una expedición a China y estudia brevemente por primera vez su geología; no existen rastros de los trabajos de Richthofen sobre este viaje. A mediados de los años 1860 visita California, Estados Unidos, para analizar las relaciones entre el oro y las cenizas volcánicas, permaneciendo en los Estados Unidos de 1862 a 1868.
Desde 1868 hasta 1872 Richthofen regresa a Asia, visitando de nuevo China. También va a Japón, Borneo y Java. Este estudio fue financiado por el banco de California y el Banco de Shanghái. Se interesa por los emplazamientos de los yacimientos importantes, tales como los de carbón. Sus estudios geográficos, geológicos, económicos y etnográficos son publicados en tres volúmenes y un atlas. El primer volumen describe las montañas de Asia, el segundo el norte de China y el tercero el sur, pero Richthofen no tendrá tiempo de acabarlo. 
También escribe una serie de cartas a la Cámara de comercio de Shanghái, en las cuales destaca la importancia de los yacimientos de carbón de Shandong, así como de Kiaochow como puerto. Otros tres volúmenes póstumos son editados en 1911 y 1912. Estas búsquedas son útiles para la comprensión de Asia por parte de los europeos.

## Carrera universitaria
Richthofen fue profesor de geología en la Universidad Humboldt de Berlín desde 1875 hasta 1877, en la Universidad de Bonn hasta 1883, profesor de geografía en Leipzig de 1883 a 1886, luego de nuevo en Berlín a partir de 1886. De 1902 a 1905 es presidente de la Sociedad de geografía alemana y el primer presidente del Institut für Meereskunde (Instituto de oceanografía). La Geological Society of London le concede la Medalla Wollaston en 1892. Muere en Berlín en 1905.

## La geografía de Richthofen
Poco después de haber accedido a su puesto en Leipzig en 1883, Richthofen expone su concepción de la geografía. Esta definición tendrá una influencia considerable en Alemania y en otros países. Para Richthofen el dominio propio de la geografía es muy amplio, básicamente la superficie terrestre (la cual incluye la litosfera, la hidrosfera y la atmósfera) y todos los fenómenos que están en relación de causalidad con ella, incluido el hombre. 
Richthofen distingue además tres grandes áreas dentro de la geografía. La geografía especial o corográfica, la geografía general y la geografía corológica. La geografía corográfica es esencialmente un estudio descriptivo y preparatorio de acumulación de datos en un área determinada de la superficie terrestre. La geografía general, que se divide en geografía física, geografía biológica y antropogeografía, analiza estos datos y los clasifica desde un punto de vista temático y comparativo. Por último, la geografía corológica representa la culminación explicativa del trabajo geográfico, ya que reconstruye las relaciones de causalidad entre todos los fenómenos que coexisten en un área determinada.
Metodológicamente Richthofen no veía diferencias entre la geografía y otras ciencias y abogaba por utilizar puntos de vista tanto morfológicos como genéticos, así como por la especialización temática del geógrafo.

## Obras
- "China, Ergebnisse eigener Reisen" (5 volúmenes y Atlas, 1877-1912)
- "Führer für Forschungsreisende" (1886)
- "Geomorphologische Studien aus Ostasien" (1901-03)

## Curiosidades
- Ferdinand von Richthofen fue el tío de Manfred von Richthofen, piloto de la Primera Guerra Mundial, más conocido como el Barón Rojo.
- Las cordilleras al borde sur del Corredor Gansu en el este de China fueron llamadas Cordilleras Richthofen en su honor, aunque el nombre moderno ahora es Montañas Qilian.